# Izvoru (Gogoșari), Giurgiu
Izvoru (în trecut, Cacaleți) este un sat în comuna Gogoșari din județul Giurgiu, Muntenia, România.
La sfârșitul secolului al XIX-lea, era comună, si făcea parte din plasa Marginea a județului Vlașca , sub de numirea de Cacaleți (sau Racovița), formată numai din satul de reședință, cu 1037 de locuitori, o biserică și o școală mixtă cu 67 de elevi (dintre care 12 fete).
Anuarul Socec din 1925 consemnează comuna în plasa Dunărea a aceluiași județ ca având 2916 locuitori în unicul ei sat. În 1931, în comuna Cacaleți a mai apărut și satul Ardeleni.
În 1950, comuna a trecut în administrarea raionului Giurgiu din regiunea București. În 1964, satul și comuna Cacaleți au primit denumirea de Izvoru. În 1968, comunele Gogoșari și Izvoru au trecut la județul Ilfov, tot atunci satul Ardeleni fiind desființat și comasat cu satul Izvoru, iar comuna Izvoru fiind desființată și satul Izvoru trecând la comuna Gogoșari.